# Corbul Negru. Ultimul rămas
Corbul Negru. Ultimul rămas (în ucraineană Чорний ворон. Залишенець, transliterat: Ciornîi voron. Zalîșeneț; cunoscut și sub titlurile Ultimul rămas sau Corbul Negru) este un roman istoric în limba ucraineană al scriitorului ucrainean Vasîl Șklear⁠(d), publicat pentru prima oară în 2009. Tema principală este lupta dintre partizanii ucraineni⁠(d) și ocupanții sovietici⁠(d) în cadrul Războiului Sovieto-Ucrainean⁠(d) din 1917-1922. Romanul este bazat pe documente istorice veridice, inclusiv arhive desecretizate ale KGB.
Pentru această operă, Șklear a devenit laureatul Premiului Național „Taras Șevcenko”⁠(d) pentru literatură în 2011, însă a refuzat premiul în semn de protest.

## Rezumat
Romanul este inspirat din războiul de independență a Republicii Holodnîi Iar⁠(d), o formațiune statală care a existat doar 3 ani, dar care a devenit un veritabil centru de rezistență⁠(d) împotriva puterii sovietice pe malul drept al Niprului în Ucraina. Sub conducerea diverșilor atamani, rebelii din Holodnîi Iar înfruntau armata bolșevică. Personajul principal al romanului este Corbul Negru, unul dintre ultimii atamani ai republicii: un lider militar talentat, cu poftă de răzbunare, îndrăgostit de o femeie misterioasă pe nume Tina.
Acești rebeli erau numiți de către inamicii lor bandiți, tâlhari, asasini; numele lor era interzis de a fi folosit chiar și în blesteme și anateme, într-un efort ca populația să le uite sacrificiul. Steagul lor negru de luptă purta inscripția: „Ucraina liberă sau moartea”. Nu au părăsit pădurea nici măcar atunci când puterea străină a preluat controlul spulberând orice speranță de eliberare.

## Personaje
- Ivan Ciornovus⁠(d) sau Corbul Negru (în ucraineană Чорний Ворон, transliterat: Ciornîi Voron) – partizan și ataman
- Hodea, Vovkulaka, Biju, Zaharko, Viun, Țokalo, Karpus, Ladîm, Homa necredinciosul, Suteaha, Hrîț sălbaticul, Vaselînka – ultimii partizani subordonați atamanului
- Tina – iubita lui Corbul Negru
- Ievdosea – ghicitoarea oarbă
- Veremii – ataman (doar amintit)
- Hannusea – soția lui Veremii
- Dosea – partizană, prietenă a lui Corbul Negru
- ofițerul Hamalii – trădătorul care trebuia să-l omoare pe Corbul Negru
- soldatul Zaviriuha – tovarășul lui Hamalii
- Varfolomii – pustnic credincios care prevestește dezastrul
- Ilarion Zahorodnii – ataman, prieten al lui Corbul Negru
- Mefodii Holîk-Zalizneak⁠(d) – ataman, prieten al lui Corbul Negru
- Denîs Hupalo⁠(d) – ataman, prieten al lui Corbul Negru
- Ptițîn – cekist, dușman al lui Corbul Negru

## Istorie
Scriitorul a lucrat asupra romanului timp de aproape 13 ani. Pentru prima dată, a fost publicat integral în revista „Suceasnist⁠(d)” pe parcursul anilor 2008-2009 și parțial în ziarul „Literaturna Ukraiina⁠(d)” în noiembrie 2009.
Cartea a fost publicată în 2009 la două edituri sub titluri diferite: „Corbul negru” (în ucraineană Чорний ворон, transliterat: Ciornîi voron) la editura kieveană „Iaroslaviv val⁠(d)” și „Ultimul rămas” (în ucraineană Залишенець, transliterat: Zalîșeneț) la editura „Klub Simeinoho Dozvillea⁠(d)” sau „KSD” din Harkov. Edițiile ulterioare publicate la „KSD” au fost intitulate „Ultimul rămas. Corbul negru” (în ucraineană Залишенець. Чорний ворон, transliterat: Zalîșeneț. Ciornîi voron).

## Recepție

### Critică literară
Romanul a beneficiat de recenzii pozitive ale criticilor literari ucraineni.

### Vânzări
În 2009, primul tiraj de 18.000 de exemplare s-a epuizat într-o săptămână. Până în martie 2011, volumul cărților publicate la editura KSD care au fost vândute ajunsese la 47 de mii de exemplare, dar chiar în luna următoare, datorită scandalului legat de Premiul „Șevcenko”, a sărit până la cifra de 100 de mii, urmând ca până în luna septembrie a aceluiași an să crească cu încă 10.000.
Până la jumătatea anului 2012 au fost vândute 150.000 de exemplare în total (la ambele edituri). Acest număr s-a dublat până la sfârșitul anului 2017.

## Premii
Romanul a primit următoarele premii literare:
- Cartea anului⁠(d) în Ucraina, 2009
- Premiul „Aistra”
- Premiul „Cel mai bun roman istoric” oferit de Liga Patronajelor de Artă din Ucraina⁠(d)[24]

În februarie 2011, Vasîl Șklear a fost declarat câștigătorul Premiului Național „Taras Șevcenko”⁠(d) pentru literatură, pentru acest roman. La 4 martie, Șklear s-a adresat președintelui Ucrainei, Viktor Ianukovici, cu o declarație în care a afirmat că nu va accepta premiul atâta timp cât din conducerea țării va face parte „ucrainofobul Dmîtro Tabacinîk⁠(d)”, pe atunci ministru al educației⁠(d). În decretul prezidențial publicat în aceeași zi „cu privire la acordarea Premiului Național «Taras Șevcenko» al Ucrainei”, numele lui Șklear într-adevăr nu apare.
După acest incident, la 17 aprilie 2011, Vasîl Șklear a fost decorat cu așa-numitul „Premiu Popular «Taras Șevcenko»”, pentru care s-au strâns fonduri de la diverși finanțatori ai artelor și alți doritori.

## Adaptări
La începutul anului 2016 a fost anunțat începutul filmărilor unui lungmetraj în baza romanului. Filmul, produs de studioul „1+1”⁠(d), a fost lansat în 2019 cu titlul Corbul negru⁠(d). A fost regizat de Taras Tkacenko⁠(d), produs de Oleksandr Tkacenko⁠(d) și l-a avut pe Taras Țîmbaliuk⁠(d) în rolul principal.

## Ediții

### Publicații tipărite
Cele mai notabile ediții tipărite în ucraineană sunt:
- Василь Шкляр. Чорний Ворон. Київ: Ярославів Вал, 2009. 352 стор. ISBN 978-966-2151-25-1 (Українська Кліо)
- Василь Шкляр. Залишенець. Харків: КСД. 2009. 384 стор. ISBN 978-966-14-0662-8 (Зірки української прози)
- Василь Шкляр. Залишенець. Чорний Ворон. Харків: КСД. 2014. 432 стор. ISBN 978-966-14-7839-7
- Василь Шкляр. Чорний ворон. Залишенець Харків: КСД. 2019. 432 стор. ISBN 978-617-12-6106-8

### Cărți audio
În iulie 2011, Agenția de artă „Naș Format” a lansat cartea audio „Ultimul rămas”, lecturată de Petro Boiko, Artist Emerit al Ucrainei, protoiereu.

### Traduceri
Către 2016, romanul a fost tradus în engleză, portugheză și slovacă.
- (engleză) Vasyl Shkliar. Raven. Translated from Ukrainian by Susie Speight and Stephen Komarnyckyj. 2013. London: Aventura Ebooks Ltd. ISBN 978-1-909087-72-9[35]
  - Vasyl Shkliar. Raven's Way. Translated from Ukrainian by Susie Speight and Stephen Komarnyckyj. 2015. London: Kalyna Language Press Ltd. ISBN 978-0-993197-20-8[36]
- (slovacă) Vasyľ Škľar. Čierny havran. Preložené z ukrajinčina: Vladimír Čerevka; verše prebásnila, doslov napísala a vysvetlivky zostavila Nataša Ďurinová. Bratislava: Ikar. 2013. 392 st. ISBN 978-80-551-3544-1[37]
- (portugheză) Vassel Scliar. O Corvo Negro. Traduzido de Ucraniano: Emílio Gaudeda. São João-Curitiba-Paraná: Editora Íthal , 2015. 345 p. ISBN 978-85-61868-96-3[38]

Un fragment tradus în esperanto de Viktor Paiuk⁠(d) a fost publicat în noiembrie 2011 în revista Ukraina Stelo⁠(d).